# Петрокераса
Петрокераса (грч. Πετροκέρασα) је насељено место у општини Лагадина у периферији Средишња Македонија, Грчка. Према попису из 2021. године било је 250 становника.
Према бугарском географу и историчару, Василу Канчову, у Петрокераси је 1900. године живело 550 Грка. Село се раније звало Горња Равна.